# Tun antitanc calibru 100 mm model 1975/77
Tunul antitanc A407, calibrul 100 mm, model 1975/1977 este un tun antitanc tractat destinat nimicirii tancurilor, mașinilor de luptă, transportoarelor, precum și nimicirii personalului și mijloacelor de atac nuclear, ale inamicului. A fost primul tun realizat de către industria națională de armament după cel de-al Doilea Război Mondial.

## Descriere
Tunul antitanc A407 model 1977 are țeava ghintuită, de calibrul 100 milimetri, cu închizător pană verticală (orizontală la model 1975), frână de gură de tip activ-reactivă și un dispozitiv de deschidere a semiautomatului care dispune de o tijă cu pârghie clichet pentru deschiderea închizătorului. Suspensia este de tip roți independente și poate fi reglată prin intermediul cuplajelor balansoarelor. Acestea pot fi rotite cu ajutorul șuruburilor de reglaj, înșurubate în balansoare. Pe canelurile balansoarelor se află barele de torsiune.
Tunul antitanc A407 poate fi utilizat atât ca artilerie antitanc, cât și ca artilerie de câmp la nivel de brigadă, având în vedere bătaia maximă de 21,6 kilometri. Prima variantă a tunului, denumită Model 1975, avea un închizător de tip pană orizontală. Acest tip de închizător a fost înlocuit cu unul vertical, mult mai practic, noua variantă fiind denumită Model 1977. Tunul antitanc este tractat cu ajutorul camionului DAC 665T. După 1992, tunurile A407 au fost modernizate. Îmbunătățirile au vizat înlocuirea frânei de gură, adaptarea legăturii elastice și modificarea sistemelor optice. În anul 2002 a fost realizată o nouă variantă, denumită Model 2002. Aceasta beneficiază de un nou sistem de conducere a focului pe timp de zi și noapte, denumit SCF TAT 100 (abreviere de la Sistemul de Conducere a Focului pentru Tunul Antitanc Tractat calibrul 100 milimetri), realizat de Centrul de Testare, Evaluare și Cercetare Științifică Armamente din cadrul Agenției de Cercetare pentru Tehnică și Tehnologii Militare.

## Muniție
Tunul A407 poate folosi următoarele tipuri de muniție:
- BR 412B - proiectil trasor
- BR 412D - proiectil trasor
- BR 412 - proiectil trasor
- PBR 412 - inert trasor
- BK 412 R și BK 5M - proiectile cumulative cu mișcare lentă de rotație
- OF 412 - proiectil exploziv incendiar
- PBR 412B - proiectil exploziv trasor cu autodistrugere
- BM-412Sg - proiectil perforant trasor, subcalibru, tip săgeată, cu elemente detașabile.
- perforant subcalibru

## Variante
Variantele tunului antitanc A407:
- Model 1975 - prima variantă a tunului. Folosea un închizător de tip pană orizontală.
- Model 1977 - a doua variantă a tunului, dotată cu un închizător de tip pană verticală.
- Model 2002 - variantă modernizată dotată cu sistem de conducere a focului TAT-100.

Adaptări:
- A308 - tunul tancurilor principale de luptă TR-580 și TR-85.
- A430 - tunul monitoarelor și vedetelor de patrulare din flota fluvială a Marinei Române.

## Utilizatori
- România - 208 tunuri M77 în anul 2010.[5]
- Irak - un număr necunoscut de tunuri au fost livrate; un exemplar a fost capturat de către o unitate de sprijin logistic a armatei americane.
- Israel - un singur tun a fost livrat în anul 1993 pentru teste.[6][7]

## Galerie foto

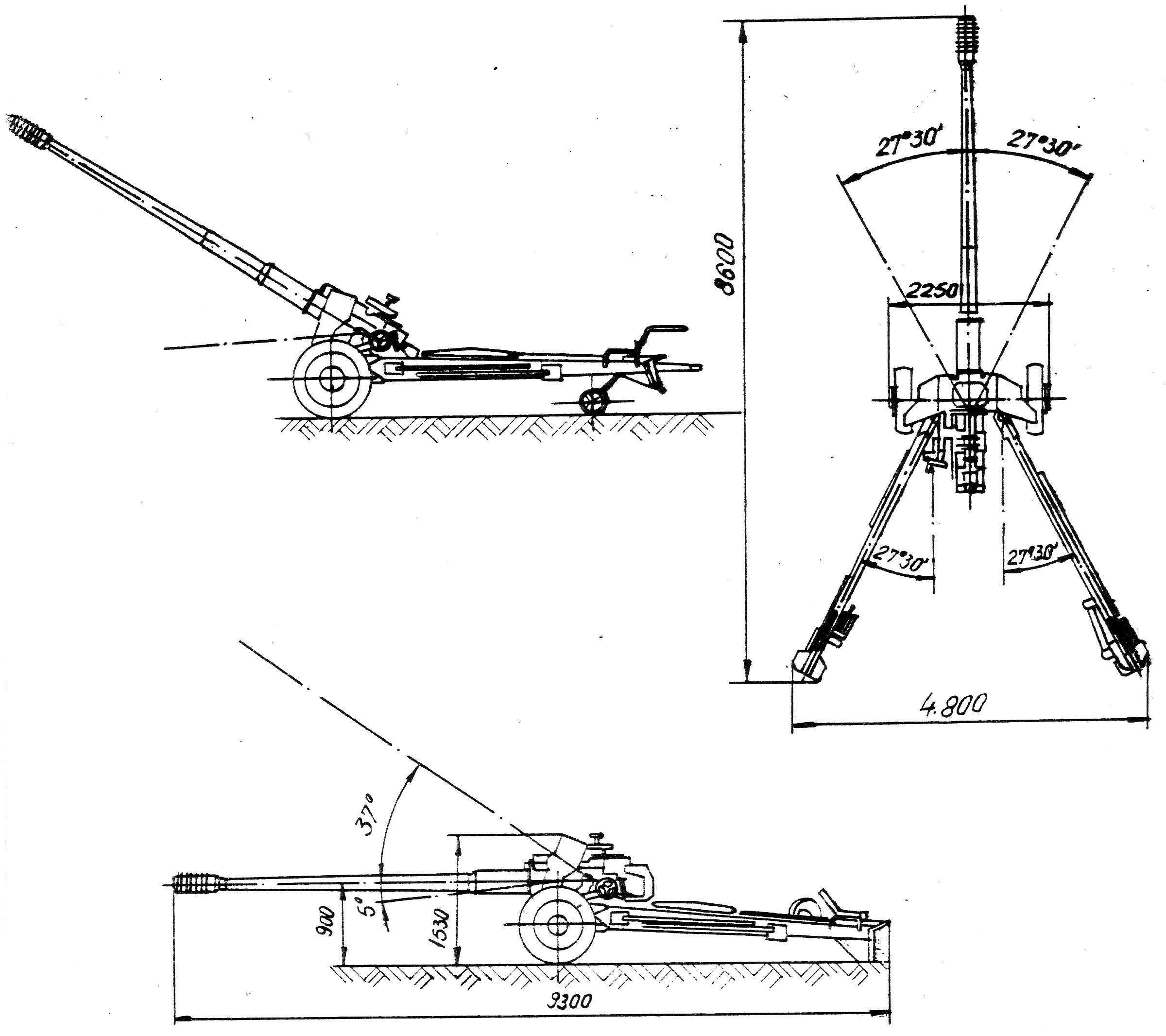
Schița tehnică a tunului A407.
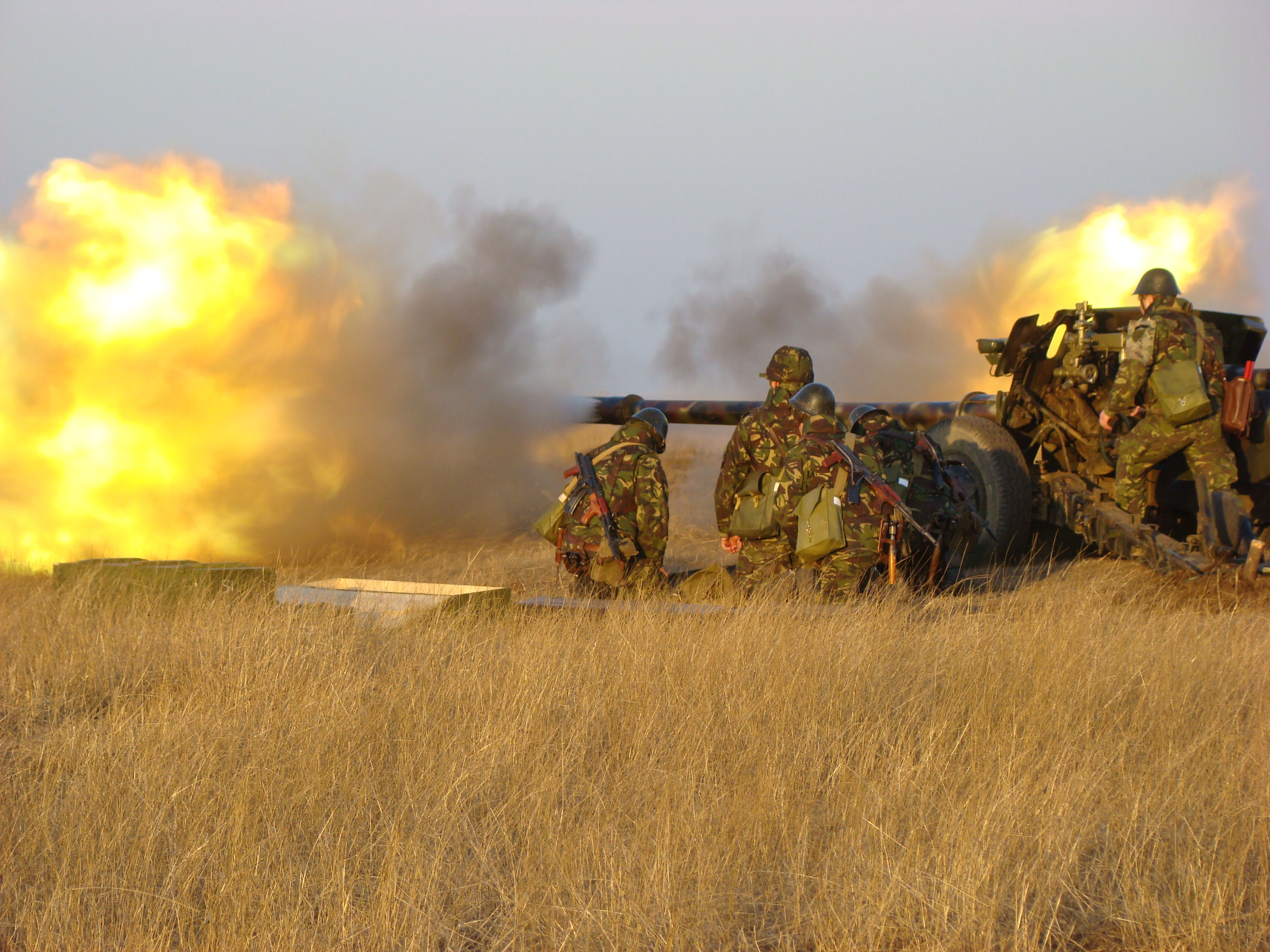
Trageri cu tunul antitanc de calibrul 100 mm în poligonul Smârdan.
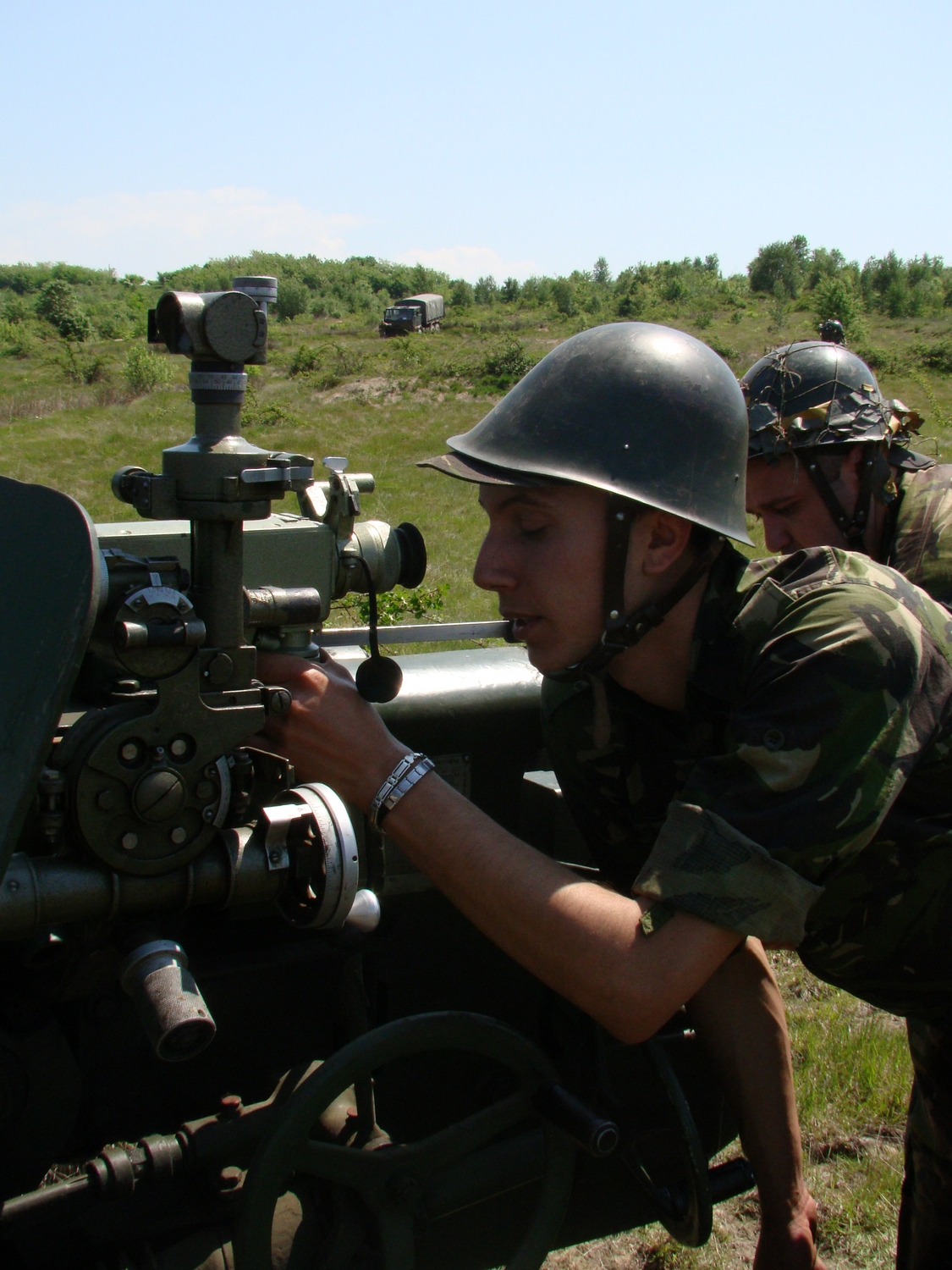
Sistemul optic de ochire folosit după anul 1992.
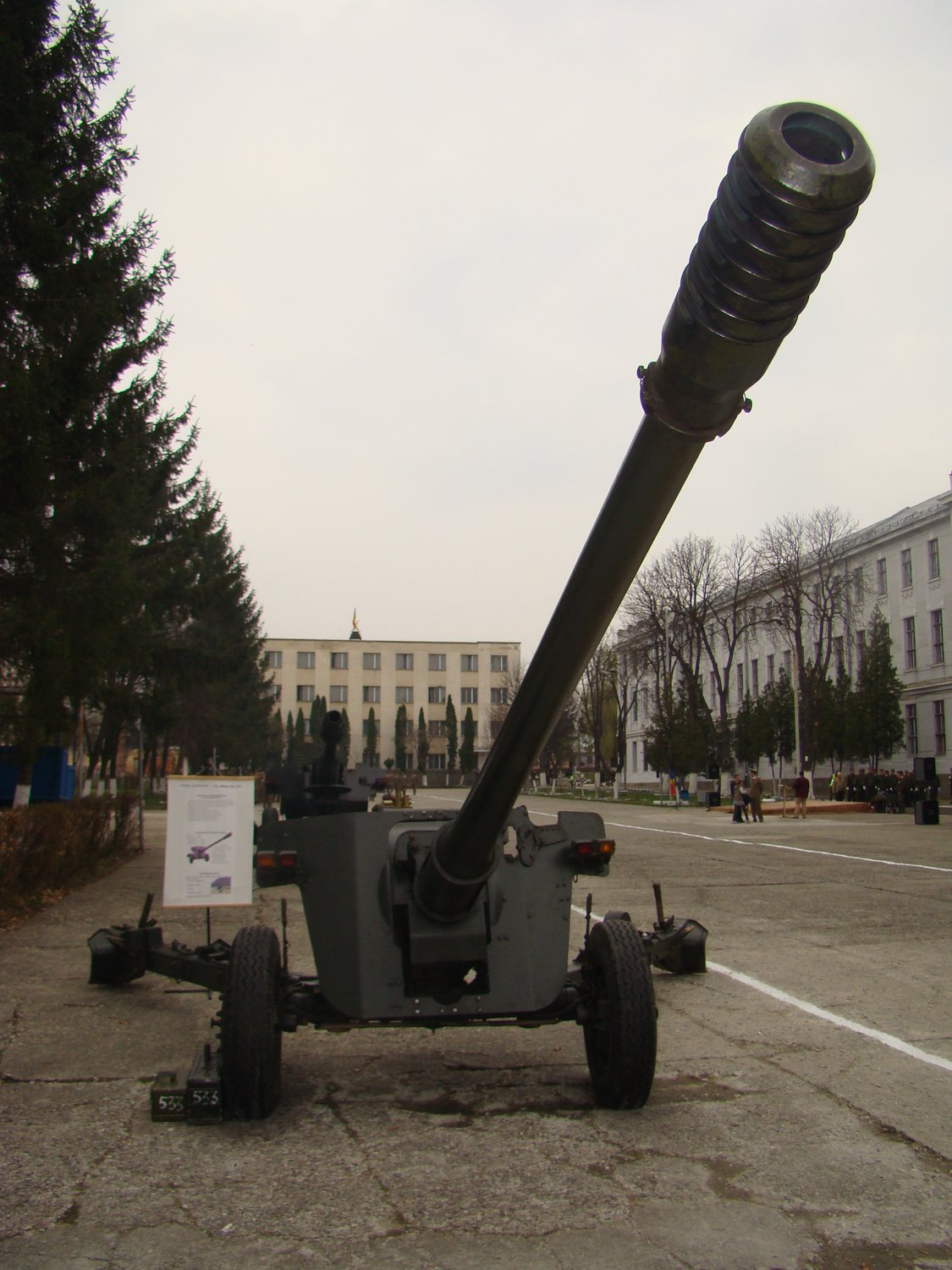
Tunul antitanc A407 expus la Școala de Artilerie din Sibiu.
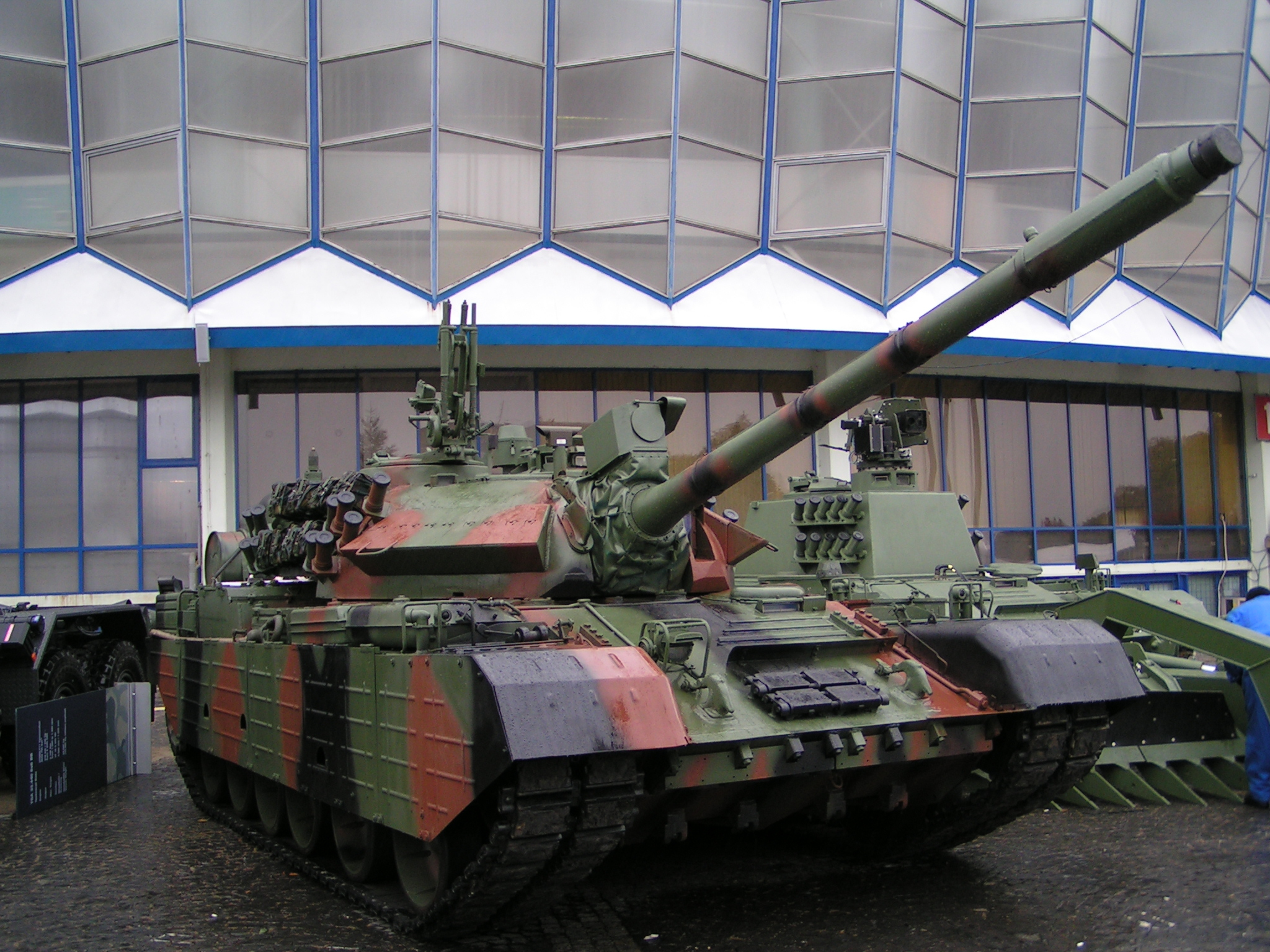
Tunul A308 folosit de tancul TR-85M1.
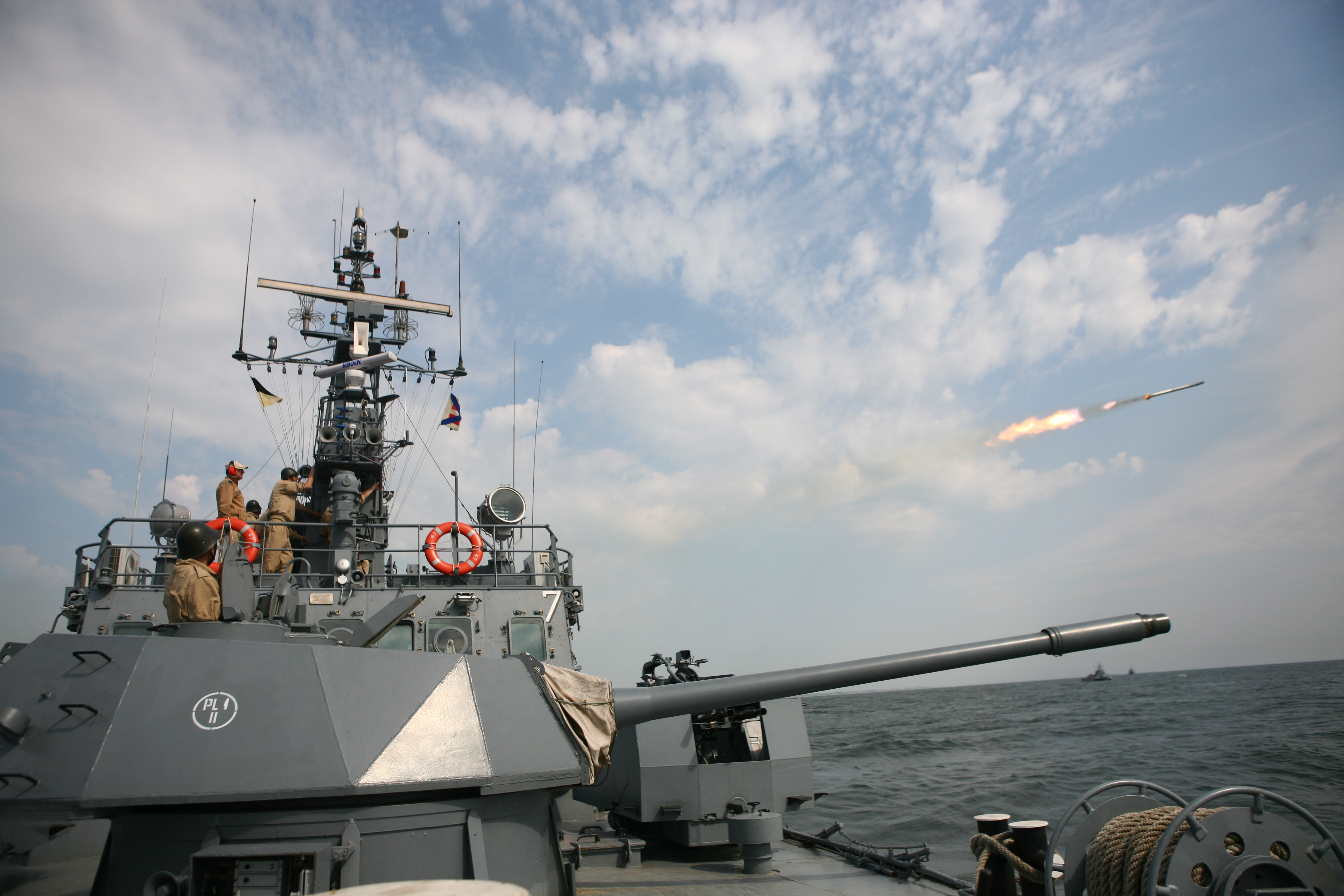
Tunul A430 din dotarea monitorului "Lascăr Catargiu" (F-47).
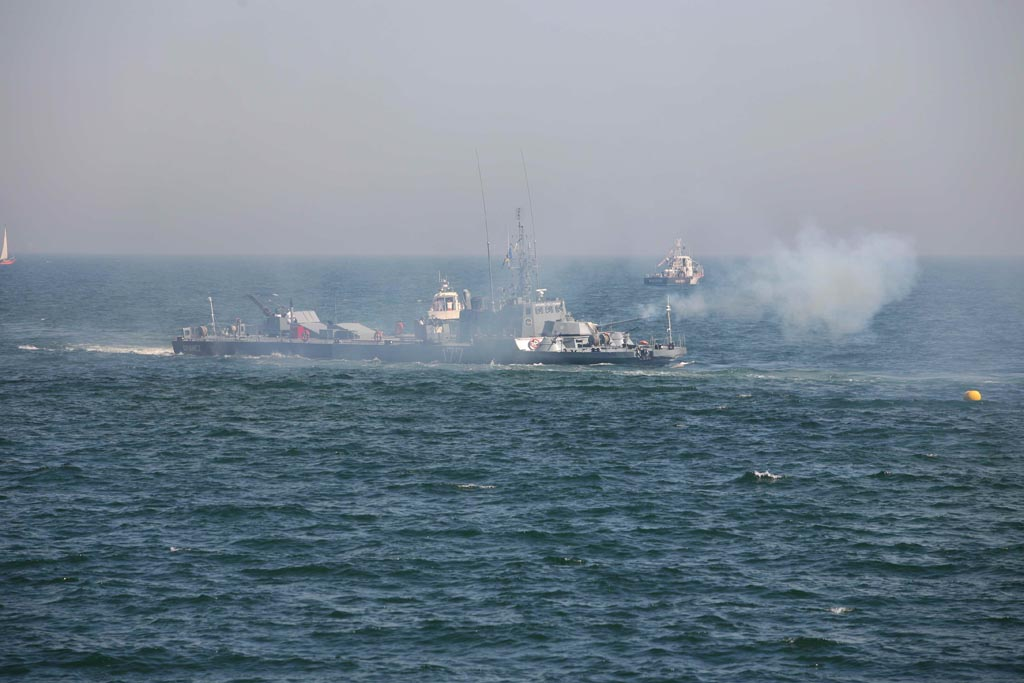
Tragere cu tunul A430 al vedetei blindate "Opanez" (F-177).